# Riihilampi
Riihilampi är en sjö i kommunen Libelits i landskapet Norra Karelen i Finland. Sjön ligger 75,9 meter över havet. Arean är 2,88 kvadratkilometer och strandlinjen är 10,59 kilometer lång. Sjön  ingår i Vuoksens huvudavrinningsområde.   Den ligger omkring 17 kilometer väster om Joensuu och omkring 350 kilometer nordöst om Helsingfors. 
I sjön finns öarna Sulkaluoto och Leppiluoto. Väster om Riihilampi ligger centralorten Libelits. 